# Keon Daniel
Keon Daniel, né le 16 janvier 1987 à Lambeau, est un footballeur international trinidadien. Il évolue au poste de milieu de terrain au GKS Tychy.

## Carrière

### En club
Après un essai de deux semaines à Manchester United en 2005, il signe son premier contrat pro au United Petrotrin.
Après un second essai en Angleterre à West Ham en août 2008, il rejoint le club rival du Caledonia AIA en 2009

### En équipe nationale
Il débute en sélection nationale en 2007 et inscrit son premier but en janvier 2008 contre le Guyana puis le second en mars de la même année contre le Salvador, tous deux sur coup franc. Il participe à la Gold Cup 2007.

## Palmarès
- Champion de la USSF Division 2 Professional League en 2010 avec les Islanders